# 查理·賴特
查理·賴特（Charles George Wright，1938年12月11日—2024年12月28日），生於蘇格蘭格拉斯哥，蘇格蘭裔退役香港足球運動員，司職守門員。於1960年曾入選香港選拔隊，參與外隊訪港的比賽，並於港澳埠際賽代表香港。

## 足球生涯
查理賴特生於蘇格蘭格拉斯哥，並在蘇格蘭展開球員生涯，曾效力當地球會東基爾布萊德、Glentyan Thistle、格拉斯哥流浪等。1958年轉到英格蘭，加盟沃金頓，之後轉投甘士比、查爾頓和保頓。蘇格蘭裔門將查理賴特曾在服兵役時代表陸軍參與甲組聯賽，60年曾代表港選隊出賽，與及與姚卓然等多位中華民國代表，在港澳埠際賽為香港上陣，並獲德臣西報主辦的球星選舉當選年度最佳球員，完成兵役後回到英國，先後效力甘士比、查爾頓與保頓，退休後更短暫成為保頓領隊。

## 教練生涯
查理賴特首先是一名看守領隊，之後在1984–1985球季成為保頓的領隊，首場比賽就帶領球隊以2–0擊敗普利茅夫，最終被前利物浦和英格蘭國家隊成員菲爾尼爾取代。

## 外部連結
- Bolton Wanderers - Charlie Wright （页面存档备份，存于）